# 사원총회
사원총회(社員總會, 독일어: Mitgliederversammlung)는 사원 전체로 구성되는 총회를 말하는 민법, 회사법상의 개념으로 사단법인이나 비법인사단의 최고의결기관이다.
주식회사에서도 사원총회가 존재하는데 상법에서는 주주총회라고 부른다. 사단법인의 사무는 정관에서 규정한, 이사 또는 기타 임원에게 위임한 사항 외에는 총회의 결의에 의하여야 한다(민법 제68조). 정관에 다른 규정이 없는한, 각 사원의 결의권은 평등하며 서면이나 대리인으로 결의권을 행사할 수 있다.(73조) 사단법인과 어느 사원과의 관계사항을 의결하는 경우에는 그 사원은 결의권이 없다.(74조) 총회의 결의는 본법 또는 정관에 다른 규정이 없으면 사원 과반수의 출석과 출석사원의 결의권의 과반수로써 한다.(75조) 총회의 의사에 관하여는 의사록을 작성하여야 하며, 의사록에는 의사의 경과, 요령 및 결과를 기재하고 의장 및 출석한 이사가 기명날인하여 주된 사무소에 비치하여야 한다.(76조)

## 이의 제기
사원총회가 날치기나 정족수 미달 기타 관련규정에 위배된 경우, 이의가 있는 사원은 민사법원에 사원총회결의무효확인의소를 제기하여 확인받을 수 있다. 예를 들면, 재건축조합이나 노동조합의 회원이 재건축조합이나 노동조합의 정책결정 총회절차가 내부규정에 위배된 경우, 최종적으로는 민사소송, 즉 사원총회결의무효확인의소로 구제받을 수 있다.

## 총회의 종류
- 통상총회: 사단법인의 이사는 매년 1회이상 통상총회를 소집하여야 한다.(민법 제69조)
- 임시총회: 사단법인의 이사는 필요하다고 인정한 때에는 임시총회를 소집할 수 있으며, 총사원의 5분의 1이상으로부터 회의의 목적사항을 제시하여 청구한 때에는 이사는 임시총회를 소집하여야 한다. 이 정수는 정관으로 증감할 수 있다. 사원들이 임시총회 소집을 청구한 후 2주간내에 이사가 총회소집의 절차를 밟지 아니한 때에는 청구한 사원은 법원의 허가를 얻어 이를 소집할 수 있다.(민법 제70조)

## 참고 문헌
- 이철송, 회사법강의(제16판), 박영사, 2009. ISBN 9788971899687